# 1794 au Bas-Canada
Cet article traite des événements survenus en 1794 au Bas-Canada. 

## Événements
- 28 juin : formation de l’Association pour le maintien des lois, de la constitution et du gouvernement de la province du Bas-Canada « dont l’objet est de dépister des foyers révolutionnaires »[1].
- Septembre : Guy Carleton donne sa démission comme gouverneur du Canada mais reste en poste pour deux autres années.
- 19 novembre : Signature du Traité de Londres entre la Grande-Bretagne et les États-Unis demandant entre autres que certains forts autour des Grands Lacs soient restitués des britanniques aux américains.

## Naissances
- 27 janvier : Rosalie Cadron-Jetté, religieuse.
- 17 avril : Alexis Saint Martin, trappeur et cobaye pour l'étude de la digestion.
- Daniel Tracey, journaliste et homme politique.

## Décès

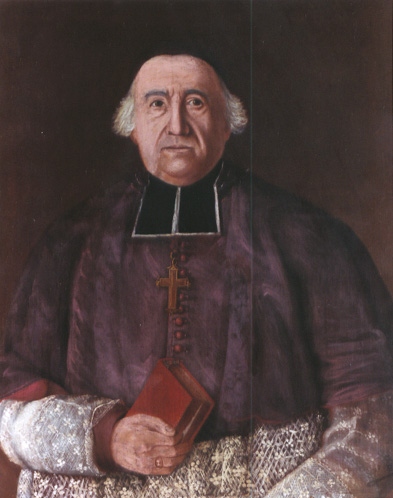
Jean-Olivier Briand

- 24 janvier : Fleury Mesplet, imprimeur.
- 26 mars : Juan Francisco de la Bodega y Quadra, officier de marine et explorateur.
- 20 mai : Charles-François Bailly de Messein, prêtre missionnaire et évêque.
- 18 juin : James Murray, militaire et gouverneur de la province of Quebec.
- 25 juin : Jean-Olivier Briand, évêque de Québec.
- 30 juillet : François Gaultier de La Vérendrye, explorateur et militaire.
- 8 octobre : Étienne-Thomas Girault de Villeneuve, dernier jésuite œuvrant comme missionnaire en place au Canada.
- François Coulon de Villiers, militaire.
- Jean-Daniel Dumas, officier militaire.